# Amenhotep III.
Amenhotep III. (helenizirano kot Amenofis III., egipčansko Amāna-Ḥātpa, kar pomeni Amon je zadovoljen), znan tudi kot Amenhotep Veličastni, je bil deveti faraon Osemnajste egipčanske dinastije. Po različnih avtorjih je vladal od junija 1386-1349 pr. n. št. ali od junija 1388 do decembra 1351 pr. n. št./1350 pr. n. št.
Amenhotep III. je bil sin Tutmoza IV. z manjšo ženo Mutemvijo. Njegova vladavina je bila obdobje izjemne blaginje in umetniškega sijaja, v katerem je Egipt dosegel vrhunec svojega umetniške in mednarodne moči. Po smrti, verjetno v 39. letu svojega vladanja, ga je nasledil sin  Amenhotep IV., ki se je kasneje preimenoval v Ehnatona.

## Družina
Amenhotep III. je imel dva sina s svojo Veliko kraljevsko soprogo Tiye: kronskega princa Tutmozisa, ki je umrl pred njim in drugega sina Akhenatena/Ehnatona, ki ga je nasledil. Amenhotep je bil verjetno oče tretjega sina imenovanega Smenkhkare, ki bo kasneje nasledil Ehnatona in kratek čas vladal Egiptu kot kralj. Amenhotep III in Tiye sta imela tudi štiri znane hčerke: Sitamun, Henuttaneb, Isis ali Iset in Nebetah. Amenhotep III. je dve svoji hčerki – Sitamun in Isis – proglasil za "veliki kraljevski soprogi” v zadnjem desetletju svoje vladavine. Dokazi glede Sitamun obstajajo v obliki kodra izkopanega v kraljevski palači v Malkati. Faraon je to naredil v skladu z egipčansko teološko paradigmo, glede na katero je moral kralj imeti partnerke iz nekoliko različnih generacij. Boginja Hator je bila mati, soproga in hči Ra-ja v starodavni egipčanski religiji. Zato se zakon Amenhotepa III. s svojima hčerama ne smatrati kot incest v sodobnem pomenu..
Amenhotep III. je bil poročen z več tujimi ženskami:
- Gilukhepa, hči Shuttarna II. iz Mitannija, v desetem letu svojega kraljevanja[10]
- Tadukhepa, hči njegovega zaveznika Tushratta iz Mitannija, okoli 36 leta svojega kraljevanja.[11]
- Kurigalzu, hči babilonskega kralja.
- Kadashman-Enlil, hči babilonskega kralja.
- Tarhundaradu, hči vladarja Arzawa.
- Hči vladarja Ammia (v sodobni Siriji).

## Življenje
Od vseh egiptovskih faraonov je ohranjenih največ kipov faraona Amenhotepa III., in sicer je bilo odkritih in identificiranih več kot 250 kipov. Ker so ti kipi nastajali njegovo celotno življenje, ponujajo vrsto portretov, ki pokrivajo celotno njegovo vladavino.
Še ena presenetljiva značilnost vladavine Amenhotepa III. je serija več kot 200 velikih spominskih kamnitih skarabejev, ki so bili odkriti na velikem geografskem območju, ki sega od Sirije (Ras Shamra) do Soleba v Nubiji. Njihovi dolgi teksti slavijo dosežke faraona. 123 od teh spominskih skarabejev kaže veliko število levov (bodisi 102 ali 110, odvisno od branja), ki jih je Amenhotep III. ubil "s svojimi puščicami" do svojega desetega leta. Podobno pet drugih skarabejev navaja, da je tuja princesa Gilukhepa, ki naj bi mu postala žena, prispela v Egipt s spremstvom 317 žensk. 
Enajst skarabejev prikazuje izkop umetnega jezera za njegovo Veliko kraljevo ženo, kraljico Tiye, itd.
Verjetno je bil Amenhotep III. okronan že kot otrok, morda v starosti med 6. in 12. letom. S Tiye se je poročil dve leti kasneje in je živela še dvanajst let po njegovi smrti. Njegova dolgotrajna vladavina je obdobje izjemne blaginje in umetniškega sijaja, ko je Egipt dosegel vrhunec svojega umetniške in mednarodne moči. Dokaz za to je prikazan v diplomatski korespondenci vladarjev Asirije, Mitannija, Babilona in Hetitov, ki je ohranjena v arhivu pisma iz Amarne. Ta pisma dokumentirajo pogoste zahteve teh vladarjev do zlata in številnih drugih daril faraona. Pisma zajemajo obdobje od leta 30 Amenhotepa III, in vsaj do konca Ehnatonovega vladanja. 
Vladavina faraona je bila relativno mirna in brez zapletov. Vojaška dejavnost je zabeležena v treh kamnitih stelah najdenih pri Asuanu in otoku Sai v Nubiji. Uraden zapis vojaške zmage Amenhotepa III. poudarja hrabrost s tipičnim pretiravanjem.
Amenhotep III. je praznoval tri jubilejne sed festivale (starodaven egipčanski obred, ki je potrjeval nadaljnjo vladavino faraona) v njegovem letu 30, letu 34 in letu 37 pri njegovi poletni palači Malkata v zahodnih Tebah. Palačo, imenovano Per-Hay ali 'Hiša radosti' je sestavljal tempelj Amon-Raja in Festivalna dvorana zgrajena posebej za to priložnost. Eden od kraljevih najbolj priljubljenih vzdevkov je bil Aten-tjehen, kar je pomenilo 'bleščeč sončni disk'; vzdevek je uporabljal v Luksorskem templju in bolj pogosto kot ime za eno od svojih palač. Obstaja mit o božjem rojstvu Amenhotepa III, ki je prikazan v Luksorskem templju. V tem mitu je Amenhotepa III. ustvaril Amon-Ra, ki je šel k Mutemwiyi v obliki Tutmozisa IV.

### Predlagan sovladar Ehnaton
Trenutno ni prepričljivih dokazov o sodelovanju oz. regentstvom med Amenhotepom III. in njegovim sinom, Ehnatonom. Pismo iz arhivov Amarna palače datirana v leto 2 – namesto leta 12 Ehnatonovega vladanja od Mitanskega kralja Tushratta (pisma iz Amarne EA 27) ohranja pritožbo nad dejstvom, da Ehnaton ni spoštoval očetove obljube, da posreduje Tushratti kip iz masivnega zlata kot del poročne dote za svojo hčer Tadukhepo. Ta korespondenca pomeni, da če je soregentstvo med Amenhotepom III. in Ehnatonom obstajalo, je trajalo več kot eno leto.
Februarju 2014 je egipčansko Ministrstvo za antikvitete napovedalo, da ima trdne dokaze, da Ehnaton deloval z očetom vsaj 8 let. Dokazi prihajajo iz grobnice vezirja Amenhotep-Huya. Grobnico je raziskala multi-nacionalna skupina pod vodstvom Instituto de Estudios del Antiguo Egipto de Madrid in dr. Martinom Valentinom.
Teorijo sodelovanja v regentstvu je prvi predlagal John Pendlebury, ki je izkopaval v Amarni, kot tudi N. de Garis Davies.

### Zadnja leta
Reliefi iz stene templja Soleb v Nubiji in prizori iz Tebanskega groba Kheruefa, Služabnik Kraljeve Velike žene Tiye, prikazujejo Amenhotepa kot vidno šibkega in bolnega. Znanstveniki verjamejo, da je v svojih zadnjih letih trpel zaradi artritisa in postal debel. Tako so menili nekateri znanstveniki, saj je Amenhotep zahteval in dobil v zakon Tushratta iz Mitannija, kip Ištar iz Ninive, boginje celjenja, da bi ga ozdravila njegovih različnih bolezni (boleče abscese v njegovih zobeh na primer). Forenzični pregled mumije je pokazal, da je imel v zadnjih letih verjetno stalne bolečine zaradi obrabe in lukenj v zobeh. Vendar pa novejša analiza pisma iz Amarne EA 23, ki jo je opravil William L. Moran pripoveduje o odpošiljanju kipa boginje v Tebe, kar ne podpira te priljubljene teorije. Prihod kipa naj bi sovpadal s poroko Amenhotepa III. s Tadukhepo, hčerjo Tushratta, v 36. letu faraonovega vladanja

## Dvor
Bilo je veliko pomembnih posameznikov na dvoru Amenhotepa III. Vezirji Ramose, Amenhotep, Aperel in Ptahmose. Ti so znani iz izjemne serije spomenikov, vključno grobnice Ramoseja v Tebah. Finančnika sta bila še Ptahmose in Merire. Visoki oskrbniki so bili Amenemhat Surer in Amenhotep (Huy). Podkralj Kuša je bil Merimose. Bil je vodilna osebnost v vojaških akcijah kralja v Nubiji. Morda najbolj znan uradnik kralja je Amenhotep, sin Hapuja. Nikoli ni imel visokih naslovov, a so ga kasneje častili kot boga in glavnega arhitekta nekaterih kraljevih templjev. Med Amonovimi duhovniki sta bila brata-v-zakonu Anen in Simut. Oba sta bila druga prerok Amona.

## Spomeniki
Amenhotep III. je v veliki meri zgradil tempelj v Karnaku, tempelj v Luksorju, ki je sestavljena iz dveh pilonov, stebrišča v ozadju novega vhoda v tempelj in nov tempelj boginje Maat. Amenhotep III. je razstavil četrti pilon v templju Amona v Karnaku in zgradil novega, tretjega  in ustvaril nov vhod v tej strukturi, kjer sta postavljeni dve vrsti stebrov s kapiteli v obliki odprtega papirusa do centra tega novonastalega preddverja. Zunanji prostor med tretjim in četrtim pilonom, včasih imenovan dvorišče obeliska, je tudi okrašena s prizori iz svete ladje božanstev Amon, Mut in Khonsu, ki se prevažajo v grobnih čolnih. Kralj je začel tudi delo na desetem pilonu v templju Amon. Prvo zabeleženo dejanje Amenhotepa III. kot kralja v njegovem 1 in 2 leta je bilo odprtje novih kamnolomov apnenca pri Turi, južno od Kaira in na Dayr Al Barsha v srednjem Egiptu, da bi zalagali njegove velike gradbene projekte. Nadziral je gradnjo drugega templja Maat v Luksorju in praktično pokrival Nubijo s številnimi spomeniki.
Njegov ogromen pogrebni tempelj na zahodnem bregu Nila je bil največji verski kompleks v Tebah, vendar je na žalost kralj določil, da je preblizu poplavne ravnice in bil manj kot dvesto let kasneje v ruševinah . Velik del zidu je ukradel Merneptah in kasnejši faraoni za lastne gradbene projekte. Kolosi iz Memnona, dva ogromna kamnita kipa, visoka osemnajst metrov, ki sta stala na prehodu do njegovega pogrebnega templja, sta edina elementa kompleksa, ki sta ostala na prvotnem mestu. Amenhotep III. je zgradili tudi tretji pilon v Karnaku in postavili 600 kipov boginje Sekhmet v templju Mut, v južnem Karnaku. Nekateri od najbolj veličastnih kipov iz Novega kraljestva so nastali v času njegove vladavine, kot sta izjemna leva iz rdečkastega granita, prvotno postavljena pred templjem v Solebu v Nubiji, kot tudi velika serija kraljevih kipov. Številni sedeči kipi Amenhotepa iz črnega granita nosijo nemes in so jih našli pri izkopavanju v ozadju Memnonovih kolosov, kot tudi v Tanisu v Delti. Leta 2014 sta dva bila orjaška kipa Amenhotepa III., zrušena po potresu leta 1200 pred našim štetjem, rekonstruirana iz več kot 200 fragmentov in ponovno postavljena na severnih vratih pogrebnega templja.
Ena od najlepših najdb kraljevih kipov iz leta njegovega vladanja, najdena leta 1989 na dvorišču stebrišča templja v Luksorju, je 1,8 m visok kip kralja iz rožnatega kvarcita, ki nosi dvojno krono in je bila najdena v skoraj brezhibnem stanju. Montiran je bil na sani in je bil morda kultni kip. Edina škoda, ki jo je utrpel, je bilo izbrisano ime boga Amon-Raja, kjerkoli se je pojavil v kartuši faraona. Očitno je bilo narejeno kot del sistematičnega prizadevanja za odpravo vsake omembo tega boga v času vladavine njegovega naslednika Ehnatona. 